# Eleições estaduais no Ceará em 1982
As eleições estaduais no Ceará em 1982 ocorreram em 15 de novembro sob regras como voto vinculado, sublegendas e proibição de coligações partidárias tal como nos demais estados brasileiros. Neste dia o PDS elegeu o governador Gonzaga Mota, o vice-governador Adauto Bezerra, o senador Virgílio Távora e a maioria dentre os 22 deputados federais e 46 deputados estaduais eleitos.
Formado pela Universidade Federal do Ceará em 1967 com pós-graduação na Fundação Getúlio Vargas, Gonzaga Mota lecionou na Universidade Federal do Ceará e trabalhou no Banco do Nordeste até 1979 quando assumiu a Secretaria de Planejamento no segundo governo Virgílio Távora. Com o início das articulações visando as eleições de 1982 seu nome foi ungido pelos "coronéis" Virgílio Távora, Adauto Bezerra e César Cals, impedindo a fragmentação do PDS e uma vitória de Mauro Benevides (PMDB) a exemplo do ocorrido em 1974 com a ARENA. Os pacto previa a renuncia de Virgílio Távora ao Palácio Iracema e sua candidatura a senador, Adauto Bezerra seria candidato a vice-governador e César Cals, então no Ministério de Minas e Energia, indicaria o prefeito de Fortaleza, cargo dado ao seu filho, César Cals Neto. Após meses de campanha o acordo foi referendado nas urnas graças aos 70% de votos dados ao PDS pelo eleitorado.
Nas eleições proporcionais o PDS preencheu três quartos das vagas de deputados federais e deputados estaduais e dentre os 22 enviados a Brasília estavam o piauiense Flávio Marcílio (que seria presidente da Câmara dos Deputados pela terceira vez) e os representantes dos "coronéis" nas pessoas de Carlos Virgílio Távora, César Cals Neto e Orlando Bezerra.
Houve eleições para prefeitos, vice-prefeitos e vereadores, embora Fortaleza, por conta do Ato Institucional Número Três, tenha elegido apenas vereadores, restrição eliminada em 1985. Naquele houve eleições no recriado município de Umirim e nos novos municípios de Amontada, Cruz, Forquilha, Icapuí, Itarema, Milhã, Paraipaba, Quixelô e Varjota.

## Resultado da eleição para governador
Segundo o Tribunal Superior Eleitoral houve 277.124 votos em branco (14,16%) e 41.341 votos nulos (2,11%), calculados sobre o comparecimento de 1.956.747 eleitores.
| Candidatos a governador do estado | Candidatos a vice-governador   | Número | Coligação            | Votação   | Percentual |
| --------------------------------- | ------------------------------ | ------ | -------------------- | --------- | ---------- |
| Gonzaga Mota PDS                  | Adauto Bezerra PDS             | 1      | PDS (sem coligação)  | 1.149.468 | 70,16%     |
| Mauro Benevides PMDB              | Osires Pontes PMDB             | 5      | PMDB (sem coligação) | 478.853   | 29,23%     |
| Américo Barreira PT               | Manoel Dias da Fonseca Neto PT | 3      | PT (sem coligação)   | 9.961     | 0,61%      |
| Fontes:                           |                                |        |                      |           |            |

## Resultado da eleição para senador
Segundo o Tribunal Superior Eleitoral houve 313.527 votos em branco (16,02%) e 50.177 votos nulos (2,56%) calculados sobre o comparecimento de 1.956.747 eleitores.
| Candidatos a senador da República | Candidatos a suplente de senador                              | Número | Coligação            | Votação   | Percentual |
| --------------------------------- | ------------------------------------------------------------- | ------ | -------------------- | --------- | ---------- |
| Virgílio Távora PDS               | Afonso Sancho PDS Alacoque Bezerra PDS                        | 10     | PDS (sem coligação)  | 1.120.069 | 70,31%     |
| Dorani Sampaio PMDB               | Moslair Cordeiro Leite PMDB René Teixeira Barreira PMDB       | 50     | PMDB (sem coligação) | 463.496   | 29,10%     |
| William Montenegro PT             | Maria Valda de Albuquerque PT João Ferreira de Vasconcelos PT | 30     | PT (sem coligação)   | 9.478     | 0,59%      |
| Fontes:                           |                                                               |        |                      |           |            |

## Deputados federais eleitos
São relacionados os candidatos eleitos com informações complementares da Câmara dos Deputados.

Representação eleita
  PDS: 17
  PMDB: 5

| Deputados federais eleitos | Partido | Votação | Percentual | Cidade onde nasceu | Unidade federativa |
| César Cals Neto            | PDS     | 129.785 |            | Fortaleza          | Ceará              |
| Carlos Virgílio Távora     | PDS     | 91.162  |            | Fortaleza          | Ceará              |
| Lúcio Alcântara            | PDS     | 89.532  |            | Fortaleza          | Ceará              |
| Aécio de Borba             | PDS     | 84.163  |            | Fortaleza          | Ceará              |
| Paulo Lustosa              | PDS     | 80.661  |            | Sobral             | Ceará              |
| Furtado Leite              | PDS     | 76.439  |            | Santana do Cariri  | Ceará              |
| Paes de Andrade            | PMDB    | 73.091  |            | Mombaça            | Ceará              |
| Sérgio Filomeno            | PDS     | 70.551  |            | Fortaleza          | Ceará              |
| Orlando Bezerra            | PDS     | 69.744  |            | Juazeiro do Norte  | Ceará              |
| Ossian Araripe             | PDS     | 64.207  |            | Crato              | Ceará              |
| Flávio Marcílio            | PDS     | 60.526  |            | Picos              | Piauí              |
| Mauro Sampaio              | PDS     | 57.644  |            | Fortaleza          | Ceará              |
| Marcelo Linhares           | PDS     | 57.221  |            | Fortaleza          | Ceará              |
| Evandro Ayres de Moura     | PDS     | 56.280  |            | Piancó             | Paraíba            |
| Cláudio Filomeno           | PDS     | 53.128  |            | Fortaleza          | Ceará              |
| Haroldo Sanford            | PDS     | 49.153  |            | Camocim            | Ceará              |
| Manuel Viana               | PMDB    | 48.758  |            | Fortaleza          | Ceará              |
| Antônio Morais             | PMDB    | 43.026  |            | Pereiro            | Ceará              |
| Moisés Pimentel            | PMDB    | 38.975  |            | Crateús            | Ceará              |
| Manuel Gonçalves           | PDS     | 37.206  |            | Assaré             | Ceará              |
| Leorne Belém               | PDS     | 37.175  |            | Quixeramobim       | Ceará              |
| Chagas Vasconcelos         | PMDB    | 35.893  |            | Santana do Acaraú  | Ceará              |
| Fontes:                    |         |         |            |                    |                    |

## Deputados estaduais eleitos
Na disputa pelas 46 vagas da Assembleia Legislativa do Ceará o PDS conquistou trinta e quatro e o PMDB doze.

Representação eleita
  PDS: 34
  PMDB: 12

| Deputados estaduais eleitos | Partido | Votação | Percentual | Cidade onde nasceu      | Unidade federativa |
| Antônio dos Santos          | PDS     | 43.839  |            | Crateús                 | Ceará              |
| Marconi Alencar             | PDS     | 38.968  |            | Juazeiro do Norte       | Ceará              |
| Jarbas Bezerra              | PDS     | 36.591  |            | Juazeiro do Norte       | Ceará              |
| Douvina de Castro           | PDS     | 36.299  |            | Limoeiro do Norte       | Ceará              |
| Ubiratan Aguiar             | PDS     | 36.002  |            | Cedro                   | Ceará              |
| Carlos Benevides            | PMDB    | 34.924  |            | Fortaleza               | Ceará              |
| Aquiles Peres Mota          | PDS     | 34.819  |            | Ipueiras                | Ceará              |
| Murilo Aguiar               | PDS     | 30.026  |            | Camocim                 | Ceará              |
| Carlos Cruz                 | PDS     | 27.245  |            | Juazeiro do Norte       | Ceará              |
| Júlio Rego                  | PDS     | 26.339  |            | Tauá                    | Ceará              |
| Antônio Jacó                | PDS     | 25.768  |            | Redenção                | Ceará              |
| Fernando Mota               | PDS     | 25.561  |            | São Gonçalo do Amarante | Ceará              |
| Teófilo Girão               | PDS     | 25.313  |            | Morada Nova             | Ceará              |
| João Viana                  | PDS     | 24.713  |            | Cedro                   | Ceará              |
| Francisco Figueiredo        | PDS     | 22.818  |            | Sobral                  | Ceará              |
| Etevaldo Nogueira           | PDS     | 21.719  |            | Pedro II                | Piauí              |
| Erasmo Alencar              | PDS     | 21.463  |            | Catolé do Rocha         | Paraíba            |
| Fonseca Coelho              | PDS     | 21.442  |            | Tamboril                | Ceará              |
| Antônio Câmara              | PDS     | 21.299  |            | Tauá                    | Ceará              |
| José Mário Barbosa          | PDS     | 21.250  |            | Maranguape              | Ceará              |
| Orzete Ferreira Gomes       | PDS     | 20.994  |            | Acaraú                  | Ceará              |
| Vicente Antenor             | PDS     | 20.954  |            | Sobral                  | Ceará              |
| Domingos Fontes             | PDS     | 20.744  |            | Fortaleza               | Ceará              |
| Eufrasino Neto              | PMDB    | 20.554  |            | Poranga                 | Ceará              |
| Moacir Bezerra              | PDS     | 20.373  |            | Alto Santo              | Ceará              |
| Gomes Farias                | PMDB    | 20.277  |            | Ipu                     | Ceará              |
| Everardo Silveira           | PDS     | 20.215  |            | Baturité                | Ceará              |
| Pedro José                  | PDS     | 20.209  |            | Fortaleza               | Ceará              |
| Alfredo Machado             | PDS     | 20.146  |            | Quixeramobim            | Ceará              |
| Maria Luíza Fontenele       | PMDB    | 19.660  |            | Quixadá                 | Ceará              |
| Pinheiro Landim             | PDS     | 19.580  |            | Solonópole              | Ceará              |
| Raimundo Bezerra            | PDS     | 19.545  |            | Crateús                 | Ceará              |
| Osmar Diógenes              | PDS     | 19.449  |            | Fortaleza               | Ceará              |
| Raimundo Mourão             | PDS     | 19.162  |            | Ipu                     | Ceará              |
| Diógenes Nogueira           | PDS     | 19.028  |            | Jaguaribe               | Ceará              |
| Walfrido Monteiro           | PDS     | 18.447  |            | Icó                     | Ceará              |
| Ednaldo Bessa               | PDS     | 18.288  |            | Beberibe                | Ceará              |
| Manoel Arruda               | PMDB    | 18.248  |            | Massapê                 | Ceará              |
| Antônio Tavares             | PDS     | 18.194  |            | Barro                   | Ceará              |
| Barros Pinho                | PMDB    | 17.958  |            | Teresina                | Piauí              |
| Castelo de Castro           | PMDB    | 17.378  |            | Mombaça                 | Ceará              |
| José Figueiredo Correia     | PMDB    | 15.617  |            | Fortaleza               | Ceará              |
| Almino Menezes              | PMDB    | 15.454  |            | Fortaleza               | Ceará              |
| Bianou de Andrade           | PMDB    | 15.372  |            | Jaguaribe               | Ceará              |
| Franzé Moraes               | PMDB    | 14.945  |            | Fortaleza               | Ceará              |
| Luiz Pontes                 | PMDB    | 13.552  |            | Fortaleza               | Ceará              |
| Fontes:                     |         |         |            |                         |                    |